# Eurovision Song Contest 1960

Deltagande länder.

Eurovision Song Contest 1960 var den femte upplagan av musiktävlingen Eurovision Song Contest, som sändes den 29 mars 1960 från Royal Festival Hall i London, Storbritannien. Trots att Nederländerna hade vunnit året före, avböjde nederländska televisionen att arrangera tävlingen igen så snart efter sitt arrangemang av 1958 års tävling och därför fick Storbritannien, som hade kommit tvåa året före, arrangera den istället.
Programledare var Katie Boyle som även skulle vara värd för festivalen tre gånger till längre fram (1963, 1968 och 1974). Kapellmästare var Eric Robinson. Varje jury bestod av tio medlemmar, där varje medlem fick lägga en röst på sitt favoritbidrag. För första gången hade juryn tillgång till inspelade repetitioner, för att hjälpa dem i deras bedömning av bidragen.
Vinnare detta år blev Frankrike med Tom Pillibi framförd av Jacqueline Boyer.

## Deltagande länder

### Dirigenter
- Storbritannien – Eric Robinson
- Sverige – Thore Ehrling
- Luxemburg – Eric Robinson
- Danmark – Kai Mortensen
- Belgien – Henri Segers
- Norge – Øivind Bergh
- Österrike – Robert Stolz
- Monaco – Raymond Lefèvre
- Schweiz – Cédric Dumont
- Nederländerna – Dolf van der Linden
- Västtyskland – Franz Josef Breuer
- Italien – Cinico Angelini
- Frankrike – Franck Pourcel

### Återkommande artister
| Land    | Artist      | Tidigare år | Tidigare placering |
| ------- | ----------- | ----------- | ------------------ |
| Belgien | Fud Leclerc | 1956        | Oplacerad          |
| Belgien | Fud Leclerc | 1958        | 5:e                |

## Resultat
| Nr | Land           | Artist           | Sång                       | Översättning | Språk         | Placering | Poäng |
| -- | -------------- | ---------------- | -------------------------- | ------------ | ------------- | --------- | ----- |
| 1  | Storbritannien | Bryan Johnson    | Looking High, High, High   | —            | Engelska      | 2         | 25    |
| 2  | Sverige        | Siw Malmkvist    | Alla andra får varann      | —            | Svenska       | 4         | 11    |
| 3  | Luxemburg      | Camillo Felgen   | So laang we's du do bast   | —            | Luxemburgiska | 13        | 1     |
| 4  | Danmark        | Katy Bødtger     | Det var en yndig tid       | —            | Danska        | 10        | 4     |
| 5  | Belgien        | Fud Leclerc      | Mon amour pour toi         | —            | Franska       | 6         | 9     |
| 6  | Norge          | Nora Brockstedt  | Voi Voi                    | —            | Norska        | 4         | 11    |
| 7  | Österrike      | Harry Winter     | Du hast mich so fasziniert | —            | Tyska         | 7         | 6     |
| 8  | Monaco         | François Deguelt | Ce soir-là                 | —            | Franska       | 3         | 15    |
| 9  | Schweiz        | Anita Traversi   | Cielo e terra              | —            | Italienska    | 8         | 5     |
| 10 | Nederländerna  | Rudi Carrell     | Wat een geluk              | —            | Nederländska  | 12        | 2     |
| 11 | Västtyskland   | Wyn Hoop         | Bonne nuit ma chérie       | —            | Tyska         | 4         | 11    |
| 12 | Italien        | Renato Rascel    | Romantica                  | —            | Italienska    | 8         | 5     |
| 13 | Frankrike      | Jacqueline Boyer | Tom Pillibi                | —            | Franska       | 1         | 32    |

## Omröstningen
Västtyskland tog ledningen efter första röstomgången och tappade ledningen i fjärde omgången, då Monaco tillfälligt drog iväg. I femte omgången gick Storbritannien om, och hade ett tag en ganska stor ledning över Frankrike som dock arbetade sig upp och gick om i nionde omgången. Storbritannien gick om i omgången därpå, bara för att tappa ledningen i näst sista omgången. Storbritannien var också sist att rösta och fick därmed se sig som besegrat, i och med att de inte kunde rösta på sig själva.
Omröstningen genomfördes utan större problem. Efter att Monaco hade avlagt sina röster fick Frankrike två poäng för mycket, vilket dock hann korrigeras. Under tiden som man korrigerade detta förlorades kontakten till Österrike, men fick kontakt med landet på nytt.
| Röster (→) Bidrag (↓) | Totalt | FR | IT | DE | NL | CH | MC | AT | NO | BE | DK | LU | SE | UK |
| --------------------- | ------ | -- | -- | -- | -- | -- | -- | -- | -- | -- | -- | -- | -- | -- |
| Storbritannien        | 25     |    | 2  | 1  | 5  | 4  | 1  | 3  | 2  | 1  |    | 5  | 1  |    |
| Sverige               | 4      | 2  | 1  |    | 1  |    |    |    |    |    |    |    |    |    |
| Luxemburg             | 1      |    | 1  |    |    |    |    |    |    |    |    |    |    |    |
| Danmark               | 4      |    |    |    |    |    |    |    | 2  |    |    | 1  |    | 1  |
| Belgien               | 9      |    | 3  | 1  |    |    |    | 1  |    |    |    |    | 4  |    |
| Norge                 | 11     | 1  |    |    | 1  | 4  |    | 1  |    | 1  | 2  |    |    | 1  |
| Österrike             | 6      |    | 1  |    |    |    |    |    |    | 1  | 2  |    |    | 2  |
| Monaco                | 15     | 3  |    | 7  |    | 1  |    |    |    |    | 2  | 1  |    | 1  |
| Schweiz               | 5      |    | 1  |    |    |    |    | 2  | 1  |    |    | 1  |    |    |
| Nederländerna         | 2      |    | 1  |    |    |    |    |    |    | 1  |    |    |    |    |
| Västtyskland          | 11     | 4  |    |    |    |    | 2  | 2  |    | 2  |    |    | 1  |    |
| Italien               | 5      |    |    |    | 1  |    | 2  |    |    | 1  |    | 1  |    |    |
| Frankrike             | 32     |    |    | 1  | 2  | 1  | 5  | 1  | 5  | 3  | 4  | 1  | 4  | 5  |

## Poängutdelare och kommentatorer
| Land           | Poängutdelare       | Kommentator                                                             |
| -------------- | ------------------- | ----------------------------------------------------------------------- |
| Belgien        | Arlette Vincent     | Georges Désir (INR) Nic Bal (NIR)                                       |
| Danmark        | Svend Pedersen      | Sejr Volmer-Sørensen (DR TV)                                            |
| Finland        | Finland deltog inte | Aarno Walli (Suomen Televisio)                                          |
| Frankrike      | TBC                 | Pierre Tchernia (RTF)                                                   |
| Italien        | Enzo Tortora        | Giorgio Porro (Programma Nazionale)                                     |
| Luxemburg      | TBC                 | Pierre Tchernia (Télé-Luxembourg)                                       |
| Monaco         | TBC                 | Pierre Tchernia (Télé Monte Carlo)                                      |
| Nederländerna  | Siebe van der Zee   | Piet te Nuyl (NTS)                                                      |
| Norge          | Kari Borg Mannsåker | Erik Diesen (NRK och NRK P1)                                            |
| Schweiz        | Boris Acquadro      | Theodor Haller (TV DRS) Georges Hardy (TSR)                             |
| Storbritannien | Nick Burrell-Davis  | David Jacobs (BBC Television Service) Pete Murray (BBC Light Programme) |
| Sverige        | Tage Danielsson     | Jan Gabrielsson (Sveriges Radio-TV och SR P2)                           |
| Västtyskland   | TBC                 | Wolf Mittler (Deutsches Fernsehen)                                      |
| Österrike      | TBC                 | Wolf Mittler (ORF)                                                      |